# 建德公主
建德公主（?—?），中国南北朝魏宣武帝之女，母親皇后高英。
515年，魏宣武帝死后，高英被灵太后逼迫出家为尼，建德公主由灵太后抚养。建德公主嫁给了萧宝夤的长子萧烈。527年，萧宝夤在长安反魏称帝，失败后，萧宝夤、萧烈父子被杀。

## 传记资料
- 《魏书·萧宝寅传》
- 《北史·卷十三·列传第一》